# Sentong
Sentong is een bestuurslaag in het regentschap Probolinggo van de provincie Oost-Java, Indonesië. Sentong telt 2453 inwoners (volkstelling 2010).